# Катушева, Зарема Гафаровна
Зарема Гафаровна Катушева (род. 14 февраля 1954, Самарканд, Узбекистан) — украинский политик, юрист,
член Коммунистической партии Украины (КПУ), имеет первый ранг государственной служащей.
Является крымской татаркой.

## Биография
Окончила механико-математический факультет Самаркандского государственного университета (1976), математик. Также окончила Высшую школу управления кадров в Симферополе (1993) по специальности «бухгалтерский учёт» и с отличием Национальную юридическую академию в Харькове (2007) по специальности «юрист».
Гражданка Украины с 1990 года.
В 2002—2006 годах народный депутат Украины. Была избрана по партийному списку КПУ под номером № 59.
В 2007—2009 годах занимала должность заместитель министра труда и социальной политики Украины. По собственному утверждению: «Пришла работать в команде Михаила Папиева». Уволена в связи с достижением граничного возраста пребывания на государственной службе.
Есть дочь и сын.